# Pentalia

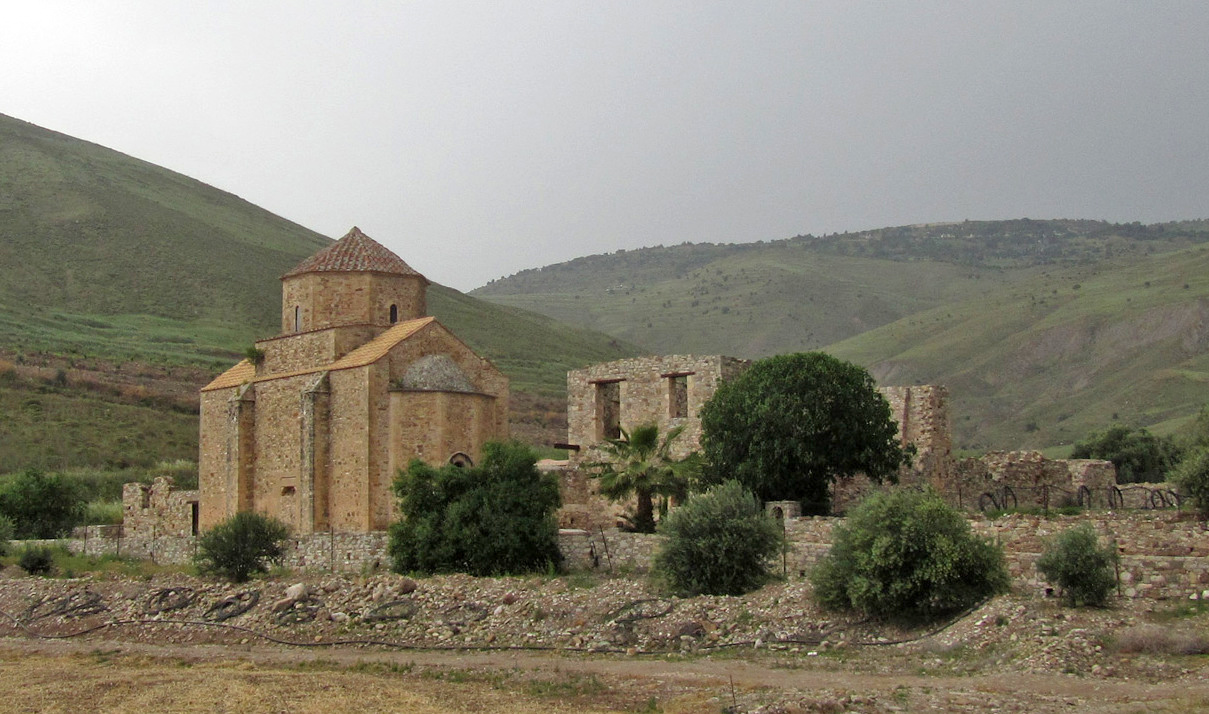
Panagia Sinti Kloster in Pentalia

Pentalia (griechisch Πενταλιά) ist eine Gemeinde im Bezirk Paphos in der Republik Zypern. Bei der Volkszählung im Jahr 2021 hatte sie 61 Einwohner.

## Name
Den Bewohnern Pentalia zufolge stammt der Ortsname aus der Zeit der türkischen Besatzung, als niemand das Schreiben beherrschte. Wenn offizielle Dokumente zu unterzeichnen waren, setzten sie als „Unterschrift“ ihre „Pedalia“, d. h. die Handfläche mit fünf geöffneten Fingern. Der Name könnte jedoch ursprünglich „fünf Oliven“ bedeuten oder von etwas anderen stammen.

## Lage und Umgebung

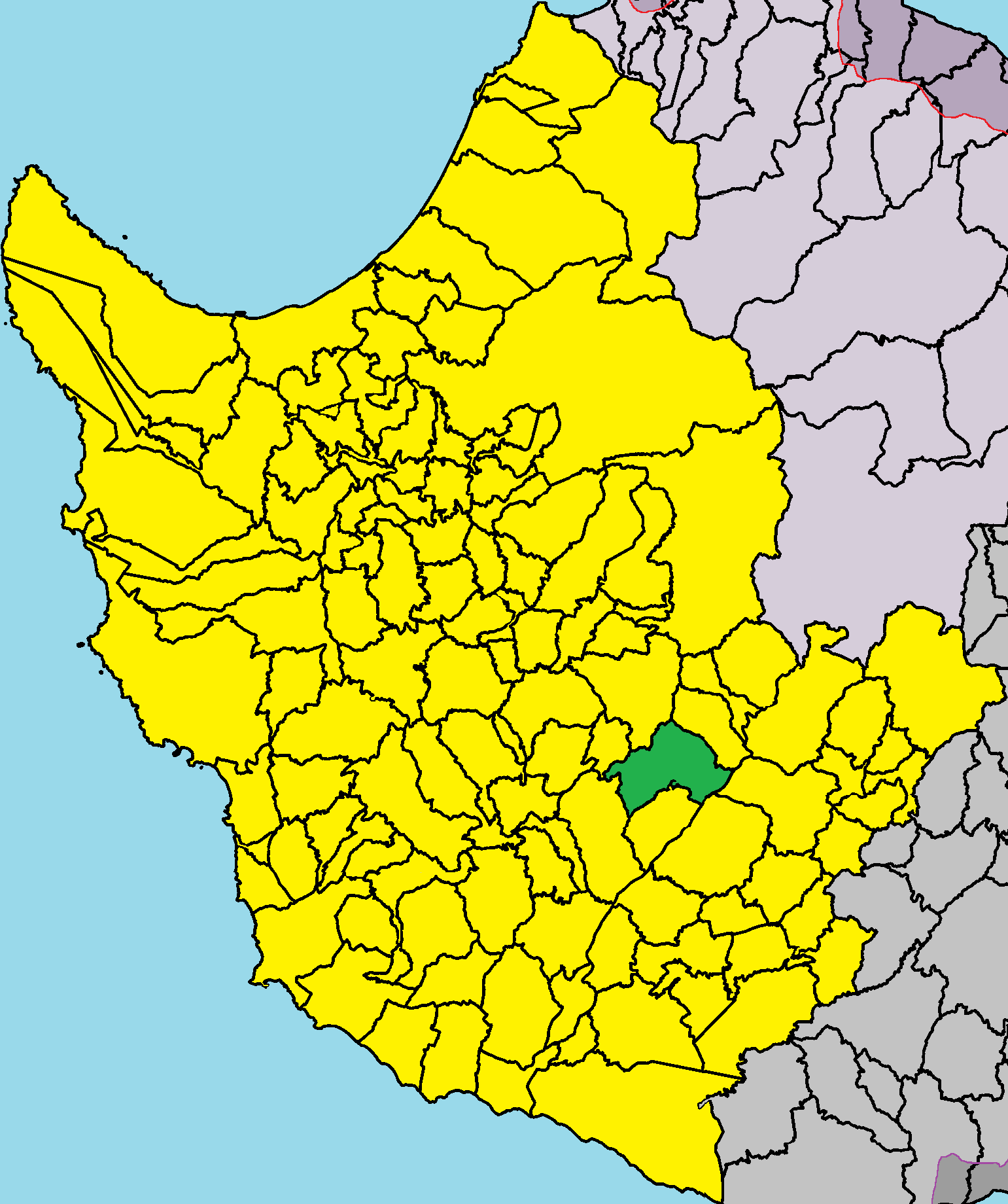
Lage im Bezirk Paphos

Pentalia liegt im Westen der Mittelmeerinsel Zypern auf einer Höhe von etwa 700 Metern, etwa 33 Kilometer nordöstlich von Paphos, 76 Kilometer nordwestlich von Limassol und 124 Kilometer südwestlich von Nikosia. Das 14,4919 Quadratkilometer große Dorf grenzt im Norden an Statos-Agios Fotios und Galataria, im Osten an Salamiou, im Süden an Kelokedara und Agia Marina Kelokedaron und im Westen an Amargeti und Falia. Das Dorf kann über die Straße E606 erreicht werden.
Die durchschnittliche jährliche Niederschlagsmenge beträgt etwa 630 Millimeter. In der Umgebung wachsen Weinreben verschiedener Weinsorten, Getreide, Oliven, Mandeln, Zierpflanzen, Johannisbrot, Zitrusfrüchte, verschiedene Obstbäume, Artischocken und einige Hülsenfrüchte. Geologisch betrachtet wird das Gemeindegebiet von den Tonen der Monis-Formation, den Ablagerungen der Mamonia-Formation und den Ablagerungen der Lefkara-Formation (Kreide, Mergel und Keratolithe) dominiert. Auf diesen Gesteinen entstanden kalkhaltige Böden und Böden der Mamonia-Formation.

## Geschichte
Im Bereich des Dorfes gibt es Gräber (auf der Klippe über dem Dorf) und Beweise für die Existenz eines Tempels in der Antike. Laut dem Historiker Florios Voustroniou (aus dem 16. Jahrhundert) war Pentalia während der fränkischen Zeit ein Lehen. Er verweist auf die Neuverteilung der Lehen, die der König von Zypern Jakob II. nach seiner Thronbesteigung im Jahr 1460 durchführte, und weist darauf hin, dass Pentalia dann dem Beamten Nikolaos Skarnakioti zugesprochen wurde, der auch zwei weitere Dörfer einnahm.
Rupert Gunnis erwähnt einige bemerkenswerte alte Ikonen in der Dorfkirche Agios Georgios, etwa eine mit Silbermünzen umrahmte Ikone des Heiligen Georg und eine Ikone der Jungfrau Maria mit Christus aus dem 16. Jahrhundert. George Jeffery meint, dass Pentalia ein „antikes Aussehen“ hat, welches offenbar von den Steinhäusern und dem Fehlen jeglicher moderner Elemente (im frühen 20. Jahrhundert, als er es sah) beeinflusst wurde. Im Verwaltungsgebiet gibt es die Kapellen Panagia, Agios Minas (ehemalige Kirche eines kleinen Klosters) und Timios Prodromos. Südöstlich befindet sich die Klosterruine Panagia Sinti, die heute zum Kloster Kykkos gehört. In früheren Zeiten besaß Kykkos einen großen Teil des Gebiets von Pentalia.
Pentalia war 1953 vom Erdbeben im Bezirk Paphos betroffen.

### Bevölkerungsentwicklung
Die folgende Tabelle zeigt die Bevölkerung des Dorfes, wie sie in den in Zypern durchgeführten Volkszählungen erfasst wurde.
| Jahr      | 1881 | 1891 | 1901 | 1911 | 1921 | 1931 | 1946 | 1960 | 1976 | 1982 | 1992 | 2001 | 2011 | 2021 |
| Einwohner | 257  | 303  | 349  | 392  | 447  | 410  | 480  | 449  | 336  | 183  | 96   | 74   | 63   | 61   |